# Montmirat
Montmirat é uma comuna francesa na região administrativa de Occitânia, no departamento de Gard. Estende-se por uma área de 9,52 km². Em 2010 a comuna tinha 447 habitantes (densidade: 47 hab./km²).